# Koch-Metschnikow-Forum
Das Koch-Metschnikow-Forum e.V. (KMF) ist eine deutsch-russische Wissenschaftsorganisation mit Sitz in Berlin. Ihr Ziel ist die Umsetzung wissenschaftlicher Erkenntnisse im Gesundheitswesen in praktisches Handeln. Benannt wurde sie nach Robert Koch und Ilja Metschnikow.
Entstanden als Initiative des Petersburger Dialogs und gegründet 2006 auf Anregung Wladimir Putins, arbeitet das von ehrenamtlichen Mitgliedern getragene, ursprünglich deutschen Vorgaben zur Schaffung eines Gesundheitsamtes (Bismarck 1872, Friedrich Althoff 1901) folgende Forum in Abstimmung mit den Gesundheitsministerien der Bundesrepublik Deutschland und der Russischen Föderation im Rahmen der Modernisierungspartnerschaft Deutschland/Russland.
Ziel der Aktivitäten des KMF ist, einen Beitrag zur Angleichung des Russischen Gesundheitswesens an das Niveau der EU zu leisten. Mit Deutschland hatte das Forum bis Februar 2020 acht Kooperationsverträge geschlossen.
Derzeit ist die Zusammenarbeit mit russischen Partner wegen des russischen Überfalls auf die Ukraine ausgesetzt. Das KMF verurteilt „den russischen Überfall auf die Ukraine aufs schärfste.“